# Cyclisme aux Jeux d'Asie du Sud-Est de 2021
Navigation
Édition précédente Édition suivante
Le cyclisme aux Jeux d'Asie du Sud-Est de 2021 est représenté par deux disciplines : cyclisme sur route et VTT cross-country. Les 11 épreuves (5 hommes, 5 femmes et 1 mixte) ont lieu à Hòa Bình au Vietnam, du 14 au 22 mai 2022.

## Participants
- Brunei
- Cambodge
- Indonésie
- Laos
- Malaisie
- Birmanie
- Philippines
- Singapour
- Thaïlande
- Timor oriental
- Viêt Nam

## Médaillés

### Cyclisme sur route
| Épreuve          | Or                       | Argent                   | Bronze                   |
| ---------------- | ------------------------ | ------------------------ | ------------------------ |
| Hommes           |                          |                          |                          |
| Course en ligne  | Nur Aiman Mohd Zariff    | Aiman Cahyadi            | Navuti Liphongyu         |
| Contre-la-montre | Peerapol Chawchiangkwang | Aiman Cahyadi            | Nur Aiman Rosli          |
| Critérium        | Quàng Văn Cường          | Sarawut Sirironnachai    | Boon Kiak Yeo            |
| Femmes           |                          |                          |                          |
| Course en ligne  | Nguyễn Thị Thật          | Nur Aisyah Mohamad Zubir | Ayustina Delia Priatna   |
| Contre-la-montre | Ayustina Delia Priatna   | Yi Wei Luo               | Phetdarin Somrat         |
| Critérium        | Jutatip Maneephan        | Nguyễn Thị Thật          | Nur Aisyah Mohamad Zubir |

### VTT
| Épreuve       | Or                                                                                          | Argent                                                             | Bronze                                                                                      |
| ------------- | ------------------------------------------------------------------------------------------- | ------------------------------------------------------------------ | ------------------------------------------------------------------------------------------- |
| Hommes        |                                                                                             |                                                                    |                                                                                             |
| Descente      | Methasit Boonsane                                                                           | Andy Prayoga                                                       | John Derick Farr                                                                            |
| Cross-country | Zaenal Fanani                                                                               | Ihza Muhammad                                                      | Jerico Rivera Cruz                                                                          |
| Femmes        |                                                                                             |                                                                    |                                                                                             |
| Descente      | Tiara Andini Prastika                                                                       | Vipavee Deekaballes                                                | Naomi Gardoce Mapanao                                                                       |
| Cross-country | Đinh Thị Như Quỳnh                                                                          | Nur Assyira Zainal Abidin                                          | Natahsya Soon                                                                               |
| Mixte         |                                                                                             |                                                                    |                                                                                             |
| Cross-country | Malaisie Nur Assyira Zainal Abidin Natahsya Soon Ahmad Syazrin Awang Ilah Zulfikri Zulkifli | Viêt Nam Đình Văn Linh Bùi Văn Nhật Đinh Thị Như Quỳnh Thi Thom Ca | Thaïlande Supuksorn Nuntana Warinthorn Phetpraphan Phunsiri Sirimongkhon Keerati Sukprasart |

## Tableau des médailles
Légende
- Le pays organisateur est en bleu lavande

| Rang  | Nation      | Or | Argent | Bronze | Total |
| ----- | ----------- | -- | ------ | ------ | ----- |
| 1     | Indonésie   | 3  | 5      | 1      | 9     |
| 2     | Thaïlande   | 3  | 2      | 3      | 8     |
| 3     | Viêt Nam    | 3  | 2      | 0      | 5     |
| 4     | Malaisie    | 2  | 2      | 3      | 7     |
| 5     | Philippines | 0  | 0      | 3      | 3     |
| 6     | Singapour   | 0  | 0      | 1      | 1     |
| Total | Total       | 11 | 11     | 11     | 33    |